# Ruedo ibérico

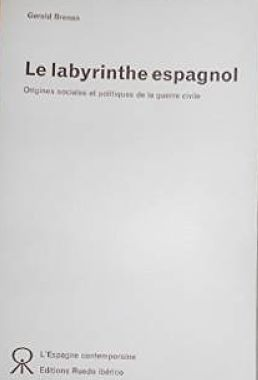
El laberinto español, obra de Gerald Brenan editado por Ruedo Ibérico

Éditions Ruedo ibérico (ERi) fue una editorial fundada en 1961 en París por cinco refugiados españoles de la guerra civil: Nicolás Sánchez-Albornoz, Ramón Viladás, Vicente Girbau, Elena Romo y José Martínez Guerricabeitia. El objetivo era hacer frente a la dictadura franquista editando libros en los que se exponían tesis alternativas a las oficiales del régimen y que luego eran introducidos clandestinamente en España.
Estaba dirigida por el anarquista valenciano José Martínez Guerricabeitia y llegó a editar 150 libros entre 1966 y 1977 y la revista Cuadernos de Ruedo Ibérico, en la que trataron temas políticos, económicos y sociales. Se publicaron 62 números repartidos en 44 entregas entre 1965 y 1979.  La editorial desapareció en 1982. De forma general, las publicaciones de la editorial fueron reseñadas negativamente desde España por la publicación Boletín de Orientación Bibliográfica, a cargo del Ministerio de Información y Turismo.
La sede principal de Fundación Antonio Pérez, en Cuenca, expone en una de sus salas permanantes un espacio que presenta una recopilación de fondos en la que figuran las publicaciones de la editorial Ruedo Ibérico, los Cuadernos y algunos documentos originales como una selección de pinturas, dibujos y grabados de los fondos de artistas que participaron en las publicaciones de la editorial.

## Ruedo ibérico contra la censura
Financiado por el abogado Antonio García-Trevijano, Éditions Ruedo ibérico supuso una voz antifranquista contra la censura.

Situado fuera de los partidos políticos y carente de todo oportunismo personal y sectarismo ideológico, José Martínez fue capaz de crear una revista de la calidad e interés de Cuadernos de Ruedo Ibérico, convirtiéndola en una eficaz tribuna de discusión para la izquierda liberada del yugo de dogmas y entredichos: las reflexiones políticas, económicas y sociales se barajaban en sus páginas con textos literarios prohibidos en España y reseñas críticas destinadas a mantener al lector al tanto de cuanto ocurría en el mundo.

Paralelamente, la editorial Ruedo ibérico publicó por espacio de 15 años una serie de obras fundamentales al conocimiento cabal de la España del siglo XX, cuyas ideas innovadoras, ruptura de tabúes y amplitud de miras contribuirían de forma decisiva a la formación de dos generaciones de demócratas: son muchos, en efecto, los españoles que pudieron sobrevivir intelectual y moralmente al muermo reinante gracias a la lectura ávida de las publicaciones de Ruedo Ibérico adquiridas bajo mano en las trastiendas de las librerías de Madrid, Barcelona o Sevilla o en sus viajes en busca de ozono a Perpiñán, Biarritz o París.
 Juan Goytisolo, 1986

## Obras publicadas por Ruedo ibérico
Algunas de las obras publicadas por Ruedo ibérico fueron:
- 1962 - Hugh Thomas, Historia de la guerra civil española.
- 1962 - Gerald Brenan, El laberinto español. Antecedentes sociales y políticos de la guerra civil.
- 1963 - Herbert Southworth, El mito de la cruzada de Franco.
- 1963 - Mijail Koltsov, Diario de la guerra de España.
- 1965 - Stanley G. Payne, Falange. Historia del fascismo español.
- 1967 - Trabajadores de Laminación de Bandas en Frío, Etxebarri, Nuestra Huelga. 163 días de lucha obrera contra el capitalismo fascista del Estado español.
- 1967 - Maximiano García Venero, Falange en la guerra de España: La Unificación y Hedilla.[10]
- 1967 - Herbert Rutledge Southworth, Antifalange. Estudio crítico de Falange en la guerra de España: la Unificación y Hedilla, de Maximiano García Venero.[10]
- 1967 - Daniel Artigues (Jean Becarud), El Opus Dei en España.
- 1967 - Juan Goytisolo, El furgón de cola.
- 1968 - Stanley G. Payne, Los militares y la política en la España contemporánea.
- 1971 - Ian Gibson, La represión nacionalista de Granada en 1936 y la muerte de Federico García Lorca.
- 1976 - Vitoria Gasteiz. De la huelga a la matanza
- 1977 - Burnett Bolloten, La Révolution espagnole : la gauche et la lutte pour le pouvoir.